# Uwe Gerig
 Uwe Gerig (* 15. Mai 1940 in Nordhausen; † Ende 2018 in Quedlinburg) war ein deutscher Fotograf, Journalist und Autor.

## Leben
Gerigs journalistisches Bestreben machte sich früh bemerkbar. Mit 14 Jahren wurden bereits erste kleine Artikel von ihm in der lokalen SED-Zeitung veröffentlicht. Nach dem Abitur 1959 und zwei Jahren freiwilligem Wehrdienst in einer Spezialeinheit der Nationalen Volksarmee studierte er ab 1961 an der einzigen Ausbildungsstätte für Journalisten in der DDR, dem sogenannten Roten Kloster der Karl-Marx-Universität Leipzig. Dort wurde er 1964 Parteimitglied der SED und beendete seine Hochschulausbildung 1965 als Diplom-Journalist. Als Bildreporter wurde er dann von der Partei nach Erfurt verpflichtet und arbeitete bei der SED-Bezirkszeitung „Das Volk“.
Während des Prager Frühlings im Jahr 1968 wurde Gerig aus dem Journalistenverband ausgeschlossen, nachdem er sich eine abfällige Äußerung über den kürzlich verstorbenen Vorsitzenden des Staatlichen Komitees für Rundfunk der DDR, Gerhart Eisler, erlaubt hatte.
Anschließend wurde Gerig freischaffender Fotograf. Er fotografierte für die Internationale Gartenbauausstellung (iga) in Erfurt, sowie Pflanzen und Blumen für Warenkataloge eines Saatzuchtbetriebes. 1969 wurde er Mitglied des Kulturbundes und ehrenamtlicher Leiter der Fotoamateure in Erfurt. Zum 20. Jahrestag der DDR organisierte Gerig eine Fotoausstellung: Familienleben in Neubauwohnungen, fröhliche Pioniere, Soldaten usw. Die Ausstellung erntete Anerkennung von der SED-Bezirksleitung. Ab 1973 war Gerig Reporter der Neuen Berliner Illustrierten (NBI) auf freiberuflicher Basis und lieferte Text/Bildberichte vorzugsweise aus den südlichen Bezirken der DDR.
1983 gelang ihm bei einer touristischen Gruppenreise nach Jugoslawien gemeinsam mit seiner Frau die Flucht in die Bundesrepublik. In Frankfurt am Main war Gerig ab 1984 Reporter bei der Boulevardzeitung Abendpost-Nachtausgabe bis zu deren Einstellung 1988. Am Tag der Wiedervereinigung gründete er gemeinsam mit seiner Frau Ruth den Ruth Gerig Verlag in Königstein/Taunus und gab bis 2000 ungefähr 70 touristische Bücher über Regionen in den neuen Bundesländern heraus.

## Werk
Gerig rettete ca. 3000 der von ihm erstellten Dias und Negative aus seinem Archiv vor der Staatssicherheit, indem er vor der Flucht Pakete mit ausgewählten Negativen und Farbdias an Freunde in den Westen schickte. Die übrigen fast 80.000 Originale sind laut Vernichtungsprotokoll der Stasi-Akte im Juli 1986 vernichtet worden.
Zum 25. Jahrestag des Mauerbaus gestaltete Gerig die offizielle Fotoausstellung der Bundesregierung mit seinen Fotografien von der innerdeutschen Grenze.
2007/2008 übernahm die Abteilung Deutsche Fotothek der Sächsischen Landesbibliothek – Staats- und Universitätsbibliothek Dresden (SLUB) die umfangreiche Sammlung des Bildjournalisten. Das Archiv beinhaltet 75.000 Kleinbildfarbdias, 10.000 Mittelformatfarbdias, 25.000 Schwarz/Weiß-Kleinbild-Negative und 25.000 Digitalaufnahmen. Dieser Bestand umfasst den Zeitraum der 1970er Jahre bis zur Gegenwart und setzt sich aus Fotografien aus dem Zeitgeschehen in der DDR und zahlreichen Reiseaufnahmen aus den unterschiedlichsten Ländern zusammen.

## Ausstellungen
- Offizielle Fotoausstellung der Bundesregierung zum 25. Jahrestag des Mauerbaus, Bonn (1986)
- „Zehn Jahre nach dem Mauerfall“, veranstaltet von der Volkshochschule, Rheine (1999)
- Gartenbauausstellung iga, Erfurt (1968)
- „Freiheiten!“, Geisa (2009)
- Plakatausstellung „20 Jahre Friedliche Revolution und Deutsche Einheit“ (2009/10)
- Foto-Ausstellung TATORT-Fotos eines Verbrechens in Deutschland. Die Mauer 1961–1989. Mit 80 Fotos von der innerdeutschen Grenze und der Mauer in Berlin aus Anlass des 50. Jahrestages des Mauerbaus. April–Juli 2011 im Mosse Palais (Deutsche Gesellschaft) Berlin, August/September im Thüringer Landtag in Erfurt, November/Dezember 2011 im Landratsamt Haldensleben, April–Juli 2012 im Deutsch-Deutschen Museum in Mödlareuth/Bayern, September–Dezember 2013 in der Gedenkstätte der deutschen Teilung Marienborn, Juni–Juli 2014 im Schloss Oebisfelde.

## Bibliografie
- Unterwegs im anderen Deutschland, 1986, Umschau Verlag Frankfurt
- Barrieren aus Beton und Eisen, 1986, Röhr Verlag Krefeld
- Briefkontakt, 1987, Tykve Verlag Sindelfingen
- Afghanistan-Krieg gegen Kinder, 1987, Tykve Verlag, Sindelfingen
- Die Flüchtlingstragödie des Khmer Volkes, 1987, zusammen mit Prinz von Hannover
- Roter Gott im „Paradies“, 1988, Bilddokumentation über Nord-Korea
- Morde an der Mauer, 1988, Tykve Verlag, Sindelfingen
- Wir von Drüben, MUT Verlag, 1989
- Panama, 1990, Bild-Textdokumentation
- Merk-Würdige Bilder aus einer untergegangenen Republik, 1999
- Deutschland. Verblühende Landschaften, 2002
- Die STASI nannte mich „Reporter“, 2009
- Böse Nachrufe. Trauma deutsche Mauer, 2011
- Reisebilder aus dem OSTEN, 2012
- Quedlinburg – ein Umzug in Deutschland, Shaker Media, Aachen 2012
- Stiller Sieg nach neunzig Tagen. Protokoll einer Selbstbefreiung im geteilten Deutschland, Shaker-Media, Aachen 2013

Darüber hinaus verfasste Uwe Gerig ab 1990 ca. 70 Reiseführer über Ost-Deutschland, Slowenien, Tirol und weitere Regionen.